# Dänische Kirche Eckernförde

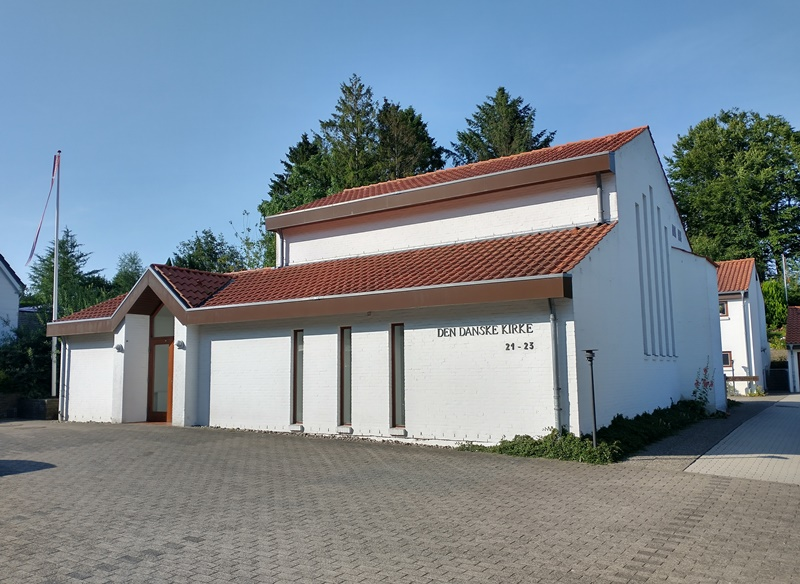
Die dänische Kirche in Eckernförde

Die Dänische Kirche Eckernförde (dänisch Den danske kirke i Egernførde) ist ein Kirchengebäude der evangelisch-lutherischen Dänischen Kirche in Südschleswig (dänisch Dansk Kirke i Sydslesvig) in der Stadt Eckernförde.

## Bauwerk
Die Kirche mit 60 Sitzplätzen wurde von Architekt Søren Kjærsgaard aus Faaborg errichtet und 1985 eingeweiht. Sie befindet sich im Eckernförder Stadtteil Borby. Die Orgel wurde von dem aus Grönland stammenden Orgelbauer Anders Havgaard Rasmussen aus Bramming 1988 mit acht Stimmen erbaut.
Der Altar ist aus Bornholmer Granit gefertigt. Das Taufbecken ist einer Muschel nachempfunden. Auf der Kanzel befindet sich ein Relief mit einem Kreuz, einem Anker und einem Herzen, was Glaube, Hoffnung und Liebe symbolisieren soll. Das Gebäude umfasst sowohl den Kirchenraum als auch Gemeinderäume und Pastorat.

## Gemeinde
Die Gemeinde wurde am 16. Juni 1946 gegründet. Gottesdienste fanden in den ersten Jahren meist in der Borbyer Kirche statt. Nachdem die Landeskirche dänische Gottesdienste in ihren Räumlichkeiten 1955 unterband, wurden die Gottesdienste in der Jes-Kruse-Skole abgehalten. Erst seit 1985 steht der Gemeinde ein eigenes Kirchengebäude zur Verfügung.
Die Gemeinde ist Teil der Dänischen Kirche in Südschleswig. Diese ist ein Verbund von mehreren dänischen evangelisch-lutherischen Gemeinden in Südschleswig und leistet die kirchliche Arbeit für die dänischen Südschleswiger. Die Gemeinden in Südschleswig unterstehen organisatorisch dem Bistum Haderslev. 
Die Kirche in Eckernförde bildet zudem den Mittelpunkt des dänischen Pastorats Eckernförde. Dieses umfasst eine relativ große Fläche im südöstlichen Südschleswig und erstreckt sich von südlich der Schlei bis zum Nord-Ostsee-Kanal. Es umfasst sowohl die Gemeinde in Eckernförde als auch eine kleinere Gemeinde in Kiel-Holtenau (dänisch Holtenå). Dänische Nachbargemeinden befinden sich in Rendsburg, Schleswig, Süderbrarup und Kappeln.